# Baronía de Anglesola
La baronía de Anglesola fue creada en 1056 cuando Ramón Berenguer I conquistó a los sarracenos el castillo de Tárrega. En origen no era más que un páramo despoblado que iba desde Anglesola hasta Sidamon y Torregrosa, población que aún se encontraba en manos de los musulmanes. Su límite al norte se establecía en la sierra de Almenara, límite del condado de Urgel.
Estas tierras fueron entregadas en 1079 a Berenguer Gombau para que se encargara de su repoblación. El linaje de Gombau pasó a llamarse de Anglesola y fue decisivo en la reconquista del valle del río Segre, luchando junto a Ramón Berenguer III y Ramón Berenguer IV. Más tarde colaboraron con la casa de Barcelona.
El linaje masculino de los Anglesola se extinguió en 1386, pasando la baronía a manos de los señores de Miralcamp primero y luego a los de Aitona. En 1396 la reina María de Luna concertó el matrimonio de una hija de Berenguer IV de Anglesola con Pere de Benviure, secretario de Juan I. Pere de Benviure tomó el nombre de Anglesola y fue nombrado caballero por el rey Martín I en 1399. Al morir sin descendencia en 1417, los dominios de la baronía pasaron al linaje de los Erill. La sucesión fue impugnada por los vizcondes de Rocabertí. Una sentencia de 1633 cedió la baronía de Anglesola a los Rocabertí, condes de Perelada, que tuvieron los derechos hasta el fin del Antiguo Régimen. En 1645 la baronía se convirtió en marquesado.